# Esoterische programmeertaal

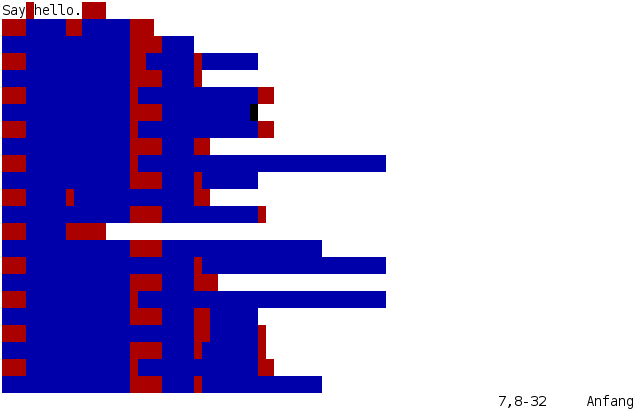
Whitespace gebruikt witruimte om de code van het computerprogramma aan te duiden.

Een esoterische programmeertaal ofwel een tarpit is een programmeertaal die niet bedoeld is om serieuze programma's in te schrijven, maar om een bepaald programmeerconcept tot in het absurde door te voeren en zo een bepaalde andere taal of een paradigma te parodiëren.
Bekende voorbeelden van esoterische programmeertalen zijn de programmeertalen INTERCAL, Brainfuck en Befunge. De moeilijkste is Malbolge, waarvoor uiteindelijk een genetisch algoritme nodig was om een "hello world"-programma te schrijven.

## Geschiedenis
Het vroegste voorbeeld van een esoterische programmeertaal is INTERCAL, ontworpen in 1972 door twee studenten aan de universiteit van Princeton, Don Woods en James Lyon. Het expliciete doel van de taal was om een taal te ontwerpen die niets gemeen had met andere talen die de auteurs kenden, zoals Fortran, COBOL en assembleertaal. INTERCAL bestond aanvankelijk alleen uit papieren kopieën van de handleiding. In 1990 werd de taal geïmplementeerd in C, wat een heropleving in interesse in esoterische talen veroorzaakte.
In 1993 creëerde Wouter van Oortmerssen de taal FALSE, een kleine taal wier syntaxis zo ontworpen was dat de code inherent geobfusceerd, verwarrend en onleesbaar wordt. Ze had een compiler die slechts 1024 bytes groot was. Dit inspireerde Urban Müller om een nog kleinere taal te maken, het nu beruchte Brainfuck.